# Limnoriidea
Limnoriidea — подотряд равноногих ракообразных (Isopoda).

## Систематика
К подотряду относятся следующие семейства:
- Hadromastacidae
- Keuphyliidae
- Limnoriidae